# 631 a.C.

## Eventos
- Cirene, uma colônia grega na atual Líbia, norte da África, é fundada (data aproximada).[1]
- Sadiates II torna-se rei da Lídia.[1]